# Phillip Blond
Phillip Blond (Liverpool, 1966. március 1. –) angol politikai filozófus, anglikán teológus, a ResPublica politikai intézet ("think tank") igazgatója, David Cameron angol miniszterelnök tanácsadója.

## Életpályája
Filozófiát és a politikát tanult a Hull-i  Egyetemen és a Warwicki Egyetemen, majd teológiát a Cambridge-i Egyetemen. Ez utóbbin John Milbank tanítványa volt, aki a radikális ortodox teológiai mozgalom alapítója és a liberalizmus kritikusa. Blond több egyetemen tanított. A The Guardian és a The Independent nevű lapokban közölt cikkeiben kiállt a polgári konzervativizmus szélesebb körökben való elismertetésért.  
Blond nem híve a Brexitnek, filozófiája hatással volt David Cameron és Theresa May miniszterelnökökre is.
2019-ben előadást tartott a tusnádfürdői Bálványosi Szabadegyetemen, amelyben dicsérte azt a kereszténydemokrata politikát, amelyet Orbán Viktor miniszterelnök is képvisel.

## Művei
- Post-Secular Philosophy: Between Philosophy and Theology (szerkesztő), London: Routledge, 1998, ISBN 0-415-09778-9
- Red Tory: How Left and Right Have Broken Britain and How We Can Fix It, London: Faber, 2010, ISBN 978-0-571-25167-4
- Radical Republic: How Left and Right Have Broken the System and How We Can Fix It, New York: W. W. Norton & Company, 2012, ISBN 978-0-393-08100-8

## Fordítás
- Ez a szócikk részben vagy egészben  a   Phillip Blond című angol Wikipédia-szócikk fordításán alapul.  Az eredeti cikk szerkesztőit annak laptörténete sorolja fel. Ez a jelzés csupán a megfogalmazás eredetét és a szerzői jogokat jelzi, nem szolgál a cikkben szereplő információk forrásmegjelöléseként.